# Marco Grassi
Marco Grassi (Chiasso, Cantón del Tesino, Suiza, 8 de agosto de 1968) es un exfutbolista suizo. Jugaba de centro delantero y pasó su carrera en clubes de Suiza y Francia. Fue internacional absoluto con la selección de Suiza entre 1993 y 1998 con la que disputó 31 encuentros, además formó parte del plantel suizo que disputó la Copa Mundial de Fútbol de 1994 y la Eurocopa 1996.

## Selección nacional
Debutó con la selección de Suiza el 17 de abril de 1993 contra Malta en un encuentro amistoso.
El 26 de enero de 1994 anotó sus dos primeros goles con Suiza en la victoria por 5-1 a México en un amistoso.

### Participaciones en Copas del Mundo
| Copa              | Sede           | Resultado        |
| ----------------- | -------------- | ---------------- |
| Copa Mundial 1994 | Estados Unidos | Octavos de final |

### Participaciones en Eurocopas
| Copa          | Sede       | Resultado    |
| ------------- | ---------- | ------------ |
| Eurocopa 1996 | Inglaterra | Primera fase |

## Clubes
| Club              | País    | Año       |
| ----------------- | ------- | --------- |
| SC Zug            | Suiza   | 1987-1989 |
| FC Zürich         | Suiza   | 1989-1990 |
| FC Chiasso        | Suiza   | 1990-1991 |
| FC Zürich         | Suiza   | 1991-1993 |
| Servette FC       | Suiza   | 1994      |
| Stade Rennais     | Francia | 1994-1996 |
| AS Monaco         | Mónaco  | 1996-1997 |
| FC Sion           | Suiza   | 1997      |
| AS Cannes         | Francia | 1997-1998 |
| Olympique de Lyon | Francia | 1998-1999 |
| OGC Nice          | Francia | 1999-2000 |

## Palmarés

### Títulos nacionales
| Título         | Club        | País    | Año     |
| -------------- | ----------- | ------- | ------- |
| Nationalliga A | Servette FC | Suiza   | 1993-94 |
| Division 1     | AS Monaco   | Francia | 1996-97 |
| Nationalliga A | FC Sion     | Suiza   | 1996-97 |